# Алах Рака
Алах Рака (Хинду: अल्ला रक्ख़ा) је индијски филм из 1986. године, снимљен у режији Кетан Десаj.

## Улоге
| Глумац          | Улога       |
| --------------- | ----------- |
| Џеки Шроф       | Алах Рака   |
| Шами Капур      | Карим Кан   |
| Вахида Рехман   | Салма Анвар |
| Бинду           | Бану        |
| Минакхи Шешадри | Рани        |
| Димпл Кападија  | Џули Кера   |
| Анупам Кер      | Р. С. Кера  |
| Гулшан Гровер   | Џафар Анвар |